# The Protagonists
Pour plus de détails, voir Fiche technique et Distribution.
The Protagonists est un film italien réalisé par Luca Guadagnino, sorti en 1999.

## Fiche technique
- Titre : The Protagonists
- Réalisation : Luca Guadagnino
- Scénario : Luca Guadagnino et Francesco Marcucci
- Photographie : Paolo Bravi
- Montage : Walter Fasano
- Pays d'origine : Italie
- Format : Couleurs - 1,85:1
- Genre : thriller
- Date de sortie : 1999

## Distribution
- Tilda Swinton : Actrice
- Fabrizia Sacchi : Lui-même
- Andrew Tiernan : Mohammed
- Claudio Gioè : Happy
- Paolo Briguglia : Billy
- Michelle Hunziker : Sue
- Laura Betti : Juge